# Igreja Presbiteriana de Campinas
A Igreja Presbiteriana de Campinas, na sua forma jurídica atual, surgiu em 1903. Essa data assinala, na história da Igreja Presbiteriana do Brasil, a ocorrência de um cisma e conseqüente formação da Igreja Presbiteriana Independente.
A igreja foi fundada em 10 de julho de 1870 pelos reverendos Hugh Ware McKee e George Nash Morton.

## Igrejas organizadas pela IPC e suas filhas
- Jardim Guanabara (1959) que organizou as igrejas de:

Jardim Licínia (1970), Barão Geraldo (1982), Paulínia, Parque Taquaral (1982), Jardim Conceição (1988), Jardim Santa Mônica, Valinhos (1983).
- Ebenezer (1964)
- Novo Campos Elísios (1964)
- São Bernardo (Bethel) (1965)
- Hortolândia (antiga Jacuba) (1965)
- Jardim Proença (1976)
- Jardim Nova Europa
- Jardim Flamboyant

Ação conjunta da Igreja Presbiteriana de Campinas, Central, com a Igreja Presbiteriana de Jardim Guanabara e filha desta, Nova Jerusalém (1989)
- Vila Marieta, organização (1980), reorganização (1992)
- Jardim Paranapanema (1993)
- Jardim Garcia (1993)
- Souzas (1996)
- Jardim Esmeraldina (2006)
- Parque Industrial (2013)
- Bairro Matão (2015)

Todas as igrejas de Campinas, mais as de Hortolândia, Itatiba e Valinhos, são filhas ou netas da IPCAMP.

## Primeiro rol de membros
Há no arquivo da Igreja uma antiga caderneta (adquirida na "Casa Mascotte, de Campinas"). Praticamente a mesma relação é registrada à mão três vezes. As duas primeiras foram canceladas com X. Na sequência do livro há outras relações. A primeira relação, nas páginas 2 a 7, traz o título: "Rol dos membros em plena communha (sic) da Egreja Presb. de Campinas". Nela estão registrados os nomes, os endereços (a lápis) e a forma de recepção dos membros. Nas páginas 8 a 18, a segunda relação inclui as datas de recepção a partir do nÂº 14 (Sr. Sebastião Pinheiro…29.VII.1904"). O título, nas páginas 8 e 9, diz: "1918 - Rol dos membros Professos da Egreja Presbyteriana - Campinas". Na pág. 19 temos estes dizeres, escritos à mão, com lápis azul, pelo Rev.Miguel Rizzo Jr. e por ele assinados: "1919 -Rol feito em janeiro de 1919 - (a) Miguel N. Rizzo Junior". Nesta terceira relação, certamente mais correta, o registro da data de recepção começa igualmente com o nÂº 14 (Sr. Sebastião Pinheiro). Infere-se que os nomes anteriores são das pessoas que permaneceram com a igreja mãe na cidade na cisão de 1903. São os seguintes: "l D.Eduarda Vogel, 2 D. Joaquina Augusta dos Santos, 3 D. Adelisa Ferraz Alves, 4 D. Adelina Guidi, 5 D. Adelaide de Souza Ferraz, 6 D. Francisca de Souza Pinheiro, 7 D. Maria Luiza de Jesus, 8 D. Silvana Fonseca Closel, 9 Sr. Alexander Sim, 10 D. Anna Sim, 11 D. Eugenia Sim, 12 D. Anna Sim Caldas, 13 D. Anna Maia Pinheiro".(Segundo outras fontes, somente os 8 primeiros nomes compunham o gupo de remanescentes do período anterior)

## Lista de pastores da igreja
1. Rev. Flamínio Rodrigues: 1903 - 1904
2. Rev. Herculano Gouvêia: 1905-1908 (registro antigo: Gouvea)
3. Rev. Zacarias de Miranda: 1909- 1912
4. Rev. Henrique Vogel: 1912 - 1914
5. Rev. Galdino Moreira: 1914 - 1915
6. Rev. Erasmo Baga: 1916
7. Rev. Miguel Rizzo Jr.: 1917 - 1925
8. Rev. José Borges dos Santos Jr.: 1926 - 1941
9. Rev. Benedito Alves (Pastor Auxiliar): 1934 - 1936
10. Rev. Norivaldo Nicácio (Pastor Auxiliar): 1935 - 1941
11. Rev. Teodomiro Emerick: 1942
12. Rev. Ernesto Alves Filho: 1943
13. Rev. Américo Justiniano Ribeiro: 1944- 1958
14. Rev. Eliseu Narciso (Pastor Auxiliar): 1949
15. Rev. Jorge Goulart (Pastor Substituto): 1950 - 1951
16. Rev. Ademar de Oliveira Godoy (Pastor Auxiliar): 1956 - 1957
17. Rev. Marcelino Pires de Carvalho: 1958 - 1959
18. Rev. Nathanael de Almeida Leitão: 1960 - 1964
19. Rev. Osmundo Afonso Miranda: 1964 - 1965
20. Rev. Odayr Olivetti: 1966 - 1967
21. Rev. Carlos Aranha Neto: 1968 - 1990
22. Rev. Júlio Andrade Ferreira: 1968 - 1974
23. Rev. Hiroyto de Oliveira Azevedo (Pastor Auxiliar): 1978 -1980
24. Rev. Osvaldo Abrahan Chamorro Vergara (Pastor Auxiliar): 1980 - 1981
25. Rev. Geziel Antônio dos Santos (Pastor Auxiliar): 1982 - 1984
26. Rev. José Marcos Más de Mello (Pastor Auxiliar): 1983- 1986
27. Rev. Alex Costa de Oliveira (Pastor Auxiliar): 1986 - 1989
28. Rev. João Wesley Lopes de Arruda (Pastor Auxiliar): 1986 -1992
29. Rev. Jupiaci Carneiro Gomes (Pastor Auxiliar): 1987 - 1989
30. Rev. João Batista Mota (Pastor Missionário - JMN): início em 1988
31. Rev. Cilas Fiuza Gavioli (Pastor Auxiliar): 1990 -1991
32. Rev. Márcio Coelho (Pastor Auxiliar): início em 1990
33. Rev. Odayr Olivetti: 1991-1992
34. Rev. Wilson Emerick de Souza: 1992-1997, Colaborador  2006-2008, Titular 2011-2012
35. Rev. Ivam Gomes Pereira (pastor auxiliar): 1994-1995
36. Rev. Ricardo Soares Mattos: pastor auxiliar 1994-1997, Pastor Titular de 1998-2003
37. Rev. Breno Martins Campos (pastor auxiliar): 1996-2001
38. Rev. Helérson Silva (pastor colaborador): 1998
39. Rev. Jônatas Alves de Oliveira: pastor auxiliar 1999-2006, pastor titular 2007-2010
40. Rev. Gilson Ferreira Quelhas (pastor auxiliar): 2001-2004
41. Rev. Romualdo Soares Correa (pastor auxiliar): 2004-2007
42. Rev. Adão Carlos Ferreira do Nascimento: pastor auxiliar 2001-2003, e titular 2004-2006
43. Rev. Geovane Vieira Porto (pastor auxiliar): 2008-2012, Titular 2012-2014
44. Rev. Carlos Eduardo Aranha Neto 2015-Atual
45. Rev. Flávio Viola Machado (pastor auxiliar): 2017-Atual